# Stadtgericht Schippenbeil
Das Stadtgericht Schippenbeil war bis 1849 ein preußisches Land- und Stadtgericht mit Sitz in Schippenbeil.

## Geschichte
Schippenbeil erhielt 1351 vom Hochmeister des Deutschen Ordens eine Handfeste und damit die Gerichtsbarkeit. Das Stadtgericht Schippenbeil war ab 1808 ein Gericht 2. Klasse im Sprengel des Oberlandesgerichts Königsberg.
1837 umfasste der Gerichtsbezirk die Stadt Schippenbeil mit 2285 Gerichtseingesessenen und 24 Ortschaften mit 2098 Gerichtseingesessenen (zusammen also 4383 Gerichtseingesessene). Am Gericht waren ein Stadtrichter und zwei Mitarbeiter beschäftigt.
Nach der Märzrevolution wurden 1849 einheitlich Kreisgerichte gebildet. In Schippenbeil entstand die Gerichtskommission Schippenbeil des Kreisgerichts Bartenstein.